# Токарев, Алексей Павлович
Алексей Павлович Токарев (16 марта 1919, с. Снежковка, Саратовская губерния — 20 января 1977, Москва) — командир орудия 99-го отдельного гвардейского зенитно-артиллерийского дивизиона гвардии сержант — на момент представления к награждению орденом Славы 1-й степени.

## Биография
Родился 16 марта 1919 года в селе Снежковка Балашовского уезда в крестьянской семье. Рос без отца, погибшего на фронтах Гражданской войны, окончил только 5 классов. Работал в колхозе, став старше — трактористом. Позднее перебрался в Узбекистан, трудился шофером на хлопкозаводе № 9 в Учкурганском районе.
В 1941 году был призван в Красную Армию и Учкурганским райвоенкоматом. На фронте с ноября того же года. В 1943 году вступил в ВКП(б). К весне 1944 года гвардии сержант Токарев командовал расчётом 37-мм зенитного орудия 99-го отдельного гвардейского зенитно-артиллерийского дивизиона 128-й гвардейской Туркестанской горно-стрелковой дивизии.
В марте-апреле 1944 года в районе города Керчь гвардии сержант Токарев вместе с расчётом сбил 8 самолётов противника, сжёг 2 бронетранспортёра, подбил штурмовое орудие, истребил свыше 10 противников. Приказом от 16 мая 1944 года гвардии сержант Токарев Алексей Павлович награждён орденом Славы 3-й степени.
В конце сентября 1944 года 128-я гвардейская горнострелковая Туркестанская дивизия с ожесточёнными боями подходила к водоразделу Карпатского хребта. Отдельные высоты по нескольку раз переходили из рук в руки.
14-19 октября дивизия вела бои при освобождении населённого пункта Звала. Расчёт Токарева действовал в составе передовых частей пехоты на опасном направление, где ожидался удар противника. Только за один день боя, при отражении контратак противника, зенитчики уничтожили свыше сорока противников.
Через несколько дней в районе населённого пункта Солинка, под сильным артиллерийским и миномётным огнём противника, расчёт Токарева, «…стреляя прямой наводкой, отразил две вражеские контратаки, уничтожил четыре пулемёта и до взвода противников. Своей отвагой и бесстрашием он воодушевлял стрелковые подразделения на захват населённого пункта Звала». Всего в этих боях поразил свыше 20 вражеских солдат, подавил 8 пулемётных точек, вывел из строя 3 штурмовых орудия. Приказом от 14 декабря 1944 года гвардии сержант Токарев Алексей Павлович награждён орденом Славы 2-й степени.
К награждению орденом Славы 1-й степени гвардии сержант Токарев был представлен в апреле 1945 года за бои в Чехословакии.
«В ожесточённом бою за населённый пункт Гожица 16 апреля 1945 года, — говорится в наградном листе, — командир расчёта гвардии сержант Токарев, выкатив своё орудие на открытую позицию, прямой наводкой уничтожил два станковых пулемёта противника и зажигательными снарядами поджёг четыре дома, в которых сгорело не менее взвода вражеских автоматчиков. 18 апреля в бою за населённый пункт Ухильско его орудие подожгло два дома с засевшими там снайперами и уничтожил пушку „эрликон“. Во время отражения вражеской контратаки он был тяжело ранен. Истекая кровью, Токарев продолжал вести бой, пока не отразил контратаку врага. В этом бою он уничтожил 20 гитлеровцев».
День Победы встретил в госпитале. После выздоровления в том же победном году был демобилизован. Вернулся в Узбекистан.
Указом Президиума Верховного Совета СССР от 15 мая 1946 года за образцовое выполнение заданий командования в боях с захватчиками гвардии сержант Токарев Алексей Павлович награждён орденом Славы 1-й степени. Стал полным кавалером ордена Славы.
В 1947 году переехал в город Москву. Работал трактористом, шофером, формовщиком, грузчиком, проводником. С 1958 года трудился на стройках города. Скончался 20 января 1977 года. Похоронен в Москве на Хованском Центральном кладбище.
Награждён орденами Славы 3-х степеней, медалью «За отвагу» (30.10.1943).